# Thinus Delport
Gerhardus Marthinus Delport, detto Thinus (Port Elizabeth, 2 febbraio 1975), è un ex rugbista a 15 e allenatore di rugby a 15 sudafricano, in carriera attivo nel ruolo di estremo.

## Biografia
Esordiente nei Lions (all'epoca Cats) in Super Rugby nel 1998, Delport debuttò negli Springbok nel 2000 a East London contro il Canada.
Dal 2002 in Inghilterra al Gloucester, fece parte della selezione che partecipò alla Coppa del Mondo di rugby 2003 in Australia; passato al Worcester nel 2004, ivi rimase fino al 2008 quando si trasferì in Giappone ai Kobe Steelers; due anni più tardi fece ritorno in Inghilterra come giocatore-allenatore dello Stourbridge, in cui rimase fino a tutta la stagione 2011-12.
Vanta varie convocazioni da parte dei Barbarians, la prima nel 2002 contro un XV del Galles, la più recente nel 2011 contro il Richmond.